# Vissaltia
Vissaltia (tiếng Hy Lạp: ?) là một khu tự quản ở vùng Trung Makedonías, Hy Lạp. Khu tự quản Vissaltia có diện tích 658 km², dân số theo điều tra ngày 18 tháng 3 năm 2001 là 23158 người.